# 日本鰧
日本鰧（学名：Uranoscopus japonicus），又稱日本瞻星魚，为輻鰭魚綱鱸形目瞻星魚科的其中一種，俗名网纹滕、铜锣乖、铜锣槌、公乖。

## 分布
本魚分布于西太平洋區，包括朝鲜、日本、臺灣、香港、菲律賓、新加坡以及中国沿海等海域。该物种的模式产地在长崎。

## 深度
水深36至300公尺。

## 特徵
本魚頭大，體延長。背鰭2枚，呼吸瓣平滑；成魚之呼吸瓣不延長為可伸出之絲狀構造。前鰓蓋骨下緣有棘3枚。體側上半綠褐色，有黃褐色黑斑，中央具綠褐色小點。背鰭硬棘4至6枚；背鰭軟條13至15枚；臀鰭軟條13至15枚；脊椎骨26枚。胸鰭的後背邊緣些微地凹曲；胸鰭與尾鰭鰭白黃色。體長可達18公分。

## 生態
本魚棲息於沙泥底海域，屬小型底棲性肉食魚類，常將身體埋於沙中，僅露出眼睛，以口腔的皮瓣引誘和補食其他小魚及底棲性生物。

## 經濟利用
可食用，味劣，多作下雜魚處理。具有毒棘，易傷人。